# Torneos WTA 125s en 2012
Las Women's Tennis Association's WTA 125s es la categoría secundaria profesional de tenis del circuito organizado por la WTA. La WTA 125s de 2012 constaba de dos torneos, con un premio de $ 125.000

## Torneos
| Semana         | Torneos | Ganadora                                              | Finalista                             | Semifinalistas                      | Cuartos de final                                            |
| -------------- | --- | ----------------------------------------------------- | ------------------------------------- | ----------------------------------- | ----------------------------------------------------------- |
| 29 de octubre  | OEC Taipei Ladies Open Taipéi, Chinese Taipei $125,000 – Hard – 32S/16Q/16D Cuadrado Individual – Cuadrado Dobles | Kristina Mladenovic 6–4, 6–3                          | Chang Kai-chen                        | Kurumi Nara Misaki Doi              | Zarina Diyas Kimiko Date-Krumm Ayumi Morita Olga Govortsova |
| 29 de octubre  | OEC Taipei Ladies Open Taipéi, Chinese Taipei $125,000 – Hard – 32S/16Q/16D Cuadrado Individual – Cuadrado Dobles | Chan Hao-ching Kristina Mladenovic 5–7, 6–2, [10–8]   | Chang Kai-chen Olga Govortsova        | Kurumi Nara Misaki Doi              | Zarina Diyas Kimiko Date-Krumm Ayumi Morita Olga Govortsova |
| 5 de noviembre | Royal Indian Open Pune, India $125,000 – Hard – 32S/16Q/16D Cuadrado Individual – Cuadrado Dobles                 | Elina Svitolina 6–2, 6–3                              | Kimiko Date-Krumm                     | Andrea Petkovic Tamarine Tanasugarn | Nina Bratchikova Luksika Kumkhum Donna Vekić Misaki Doi     |
| 5 de noviembre | Royal Indian Open Pune, India $125,000 – Hard – 32S/16Q/16D Cuadrado Individual – Cuadrado Dobles                 | Nina Bratchikova Oksana Kalashnikova 6–0, 4–6, [10–8] | Julia Glushko Noppawan Lertcheewakarn | Andrea Petkovic Tamarine Tanasugarn | Nina Bratchikova Luksika Kumkhum Donna Vekić Misaki Doi     |

## Puntos de distribución
Los puntos se otorgan de la siguiente manera:
| Torneo Categoría    | G   | F   | SF | CF | R16 | R32 | Q |
| ------------------- | --- | --- | -- | -- | --- | --- | - |
| Challenger $125.000 | 160 | 117 | 85 | 44 | 22  | 1   |   |

## Estadística
En los cuadros figuran el número de solteros (S) y dobles (D) Títulos ganados por cada jugador y cada nación durante la temporada, dentro de todas las categorías del torneo de la WTA 2012 125s. Los jugadores / países sean ordenados por:
1) el número total de títulos (un título de dobles ganado por dos jugadores que representan a los condes misma nación que sólo una victoria para la nación).

2) un soltero> duplica jerarquía.

3) por orden alfabético (por los apellidos de los jugadores).
Para evitar la confusión y la doble contabilización, estas tablas deben actualizarse sólo después de un evento se haya completado.

### Títulos ganados por el jugadoras
| Total | Jugadoras           | S | D | S | D |
| ----- | ------------------- | - | - | - | - |
| 2     | Kristina Mladenovic | ● | ● | 1 | 1 |
| 1     | Elina Svitolina     | ● |   | 1 | 0 |
| 1     | Nina Bratchikova    |   | ● | 0 | 1 |
| 1     | Chan Hao-ching      |   | ● | 0 | 1 |
| 1     | Oksana Kalashnikova |   | ● | 0 | 1 |

### Títulos ganados por país
| Total | Jugadoras    | S | D | S | D |
| ----- | ------------ | - | - | - | - |
| 2     | Francia      | ● | ● | 1 | 1 |
| 1     | Ucrania      | ● |   | 1 | 0 |
| 1     | Rusia        |   | ● | 0 | 1 |
| 1     | China Taipéi |   | ● | 0 | 1 |
| 1     | Georgia      |   | ● | 0 | 1 |